# Лосон дела Батаљија (Венеција)
Лосон дела Батаљија (итал. Losson della Battaglia) је насеље у Италији у округу Венеција, региону Венето.
Према процени из 2011. у насељу је живело 813 становника. Насеље се налази на надморској висини од 2 м.